# Alsózsember
Alsózsember, (szlovákul Dolné Žemberovce)  Zsember településrésze, korábban önálló falu Szlovákiában, a Nyitrai kerület Lévai járásában.

## Fekvése
Lévától 12 km-re északkeletre, a Selmec bal partján fekszik.

## Története
A régészeti leletek tanúsága szerint területén az újkőkorszaktól a bronzkoron (lausitzi kultúra) át a római korig folyamatosan éltek emberek. Alsózsember a Felsőzsemberi határban keletkezett, első említése 1389-ben Alsousember alakban történik. A község a Zsembery család ősi birtoka, később helyi nemesek a birtokosai.
1570-ben az Esztergomi Szandzsák adóösszeírásában a Kiszsemberként említett korábbi Alsózsembernek 6 háztartása volt. 1664-ben az Érsekújvári Vijalet összeírásában Alsózsembernek 32 adózó háztartása volt 13 219 akcse kivetett adóval. 1715-ben 15 háztartás volt a településen. 1828-ban 41 házában 219 lakos élt. Lakói mezőgazdasággal, szőlőműveléssel, szövéssel, kosárfonással, faáruk készítésével foglalkoztak.
Vályi András szerint "Alsó, és Felső Sember. Két tót falu Hont Várm. Alsónak földes Ura Zsembery; Felsőnek pedig Bars Urak; lakosaik katolikusok, fekszenek egymáshoz közel; határbéli földgyeik középszerűek, vagyonnyaik külömbfélék."
Fényes Elek szerint "Zsember (Alsó), Honth m. tót f. ut. p. Báthoz 1/2 mfd. 125 kath., 129 evang. lak. Bortermesztés. Szántóföldek. F. u. a Zsembery nemzetség."
A trianoni békeszerződésig Hont vármegye Báti járásához tartozott. Alsó- és Felsőzsembert 1946-ban egyesítették.

## Népessége
1910-ben 449, többségben szlovák lakosa volt, jelentős magyar kisebbséggel.
2001-ben Zsember 1243 lakosából 1221 szlovák volt.

## Nevezetességei
- A Zsembery-kastély 16. századi, 1672-ben már romos állapotban volt.